# Asteronyx longifissus
Asteronyx longifissus är en ormstjärneart som beskrevs av Döderlein 1927. Asteronyx longifissus ingår i släktet Asteronyx och familjen ribbormstjärnor. Inga underarter finns listade i Catalogue of Life.